# Platypelta
Platypelta („plochý štít“) byl rod ptakopánvého dinosaura ze skupiny ankylosauridů (podčeleď Ankylosaurinae). Zahrnuje zatím jediný známý druh (P. coombsi), formálně popsaný v roce 2018 paleontologem Paulem Penkalskim. Fosilie dinosaura byly objeveny v sedimentech souvrství Dinosaur Park a mají stáří 77,5 až 76,5 milionu let (geologický stupeň kampán). Původně byla tato zkamenělina s kat. ozn. AMNH 5337 klasifikována jako zástupce rodu Euoplocephalus, Penkalski ale novou analýzou dospěl k závěru, že jde o ankylosaurida dostatečně odlišného, aby bylo možné stanovit pro něho nové vědecké jméno. Druhové jméno odkazuje k postavě významného paleontologa Waltera P. Coombse Jr., který studoval ankylosauridy koncem 20. století.

## Zařazení
Provedená fylogenetická analýza ukázala, že Platypelta je zástupcem podčeledi Ankylosaurinae v rámci čeledi Ankylosauridae. Blízce příbuznými rody jsou například Scolosaurus a Dyoplosaurus.

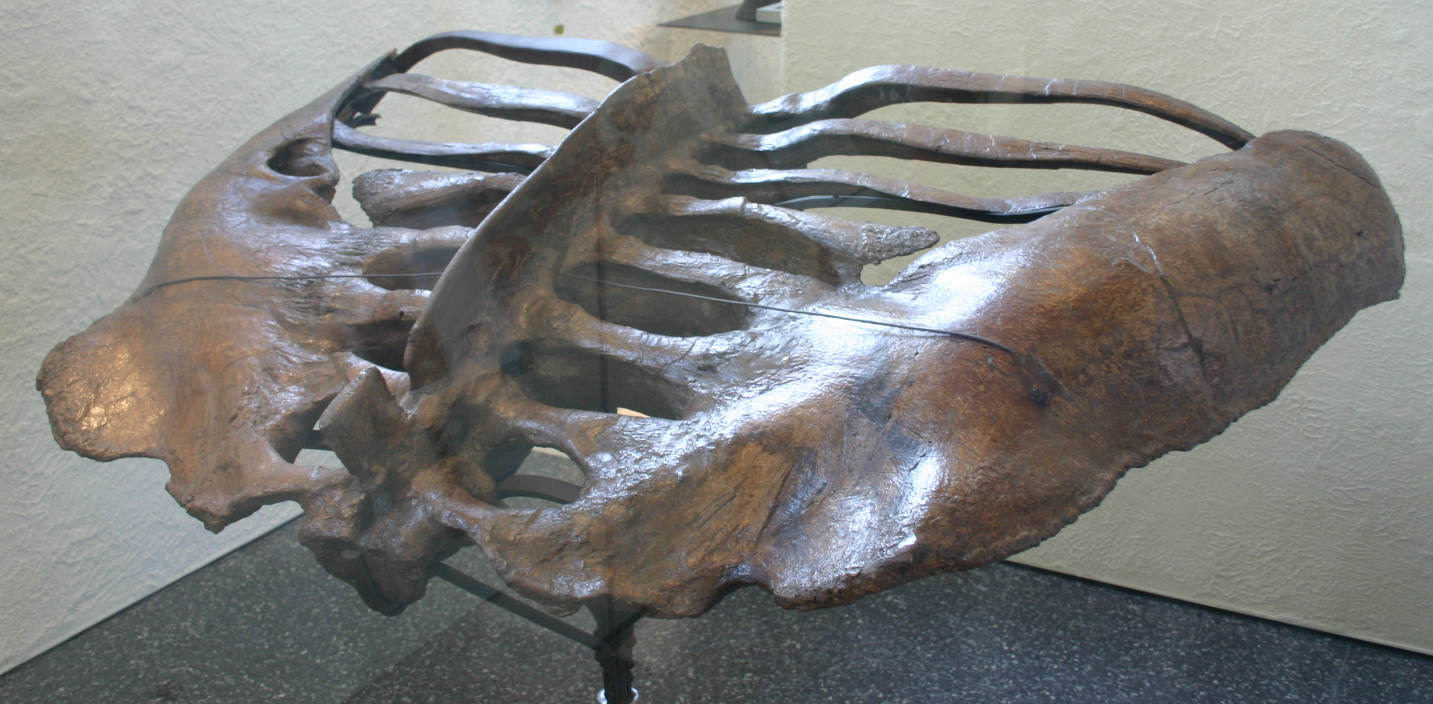
Pánevní kosti platypelty v expozici AMNH.